# Trnovac (Knjaževac)
Pour les articles homonymes, voir Trnovac.
Trnovac (en serbe cyrillique : Трновац) est un village de Serbie situé dans la municipalité de Knjaževac, district de Zaječar. Au recensement de 2011, il comptait 171 habitants.

## Démographie
| 1948 | 1953 | 1961 | 1971 | 1981 | 1991 | 2002 | 2011 |
| ---- | ---- | ---- | ---- | ---- | ---- | ---- | ---- |
| 613  | 613  | 566  | 439  | 385  | 292  | 227  | 171  |

|  |